# Beaufort Lake
Beaufort Lake är en sjö i Kanada.   Den ligger i provinsen British Columbia, i den sydvästra delen av landet, 3 700 km väster om huvudstaden Ottawa. Beaufort Lake ligger 1 078 meter över havet.
I omgivningarna runt Beaufort Lake växer i huvudsak barrskog. Runt Beaufort Lake är det glesbefolkat, med 10 invånare per kvadratkilometer.